# ألوك (دي جي)
ألوك أشكار بيريس بيتريلو (Alok Achkar Peres Pitrello)  دي جي ومنتج برازيلي مختص في الموسيقى الإلكيترونية من مواليد 26 أغسطس1991 في غويانيا، البرازيل.إستطاعت أغنيته «إسمعني الآن»(بالإنجليزية: hear me now)‏ حجز مقعد لها في مختلف تصنيفات الأغاني حول العالم مع ملاحظة إيجابي من النقاد لتحتل المركز الثامن في النرويج والمركز 11 في السويد و 17 في فرنسا.

## الجوائز والترشيحات
| السنة | المنظمة                                                   | الجائزة         | العمل       | النتيجة | المرجع.     |
| ----- | --------------------------------------------------------- | --------------- | ----------- | ------- | ----------- |
| 2016  | International Dance Music Awards by مؤتمر الموسيقى الشتوي | أفضل دي جي صاعد | ألوك        | رُشِّح     | [ 5 ]       |
| 2017  | VI Prêmio RMC                                             | DJ Big Room     | ألوك        | رُشِّح     | [ 6 ] [ 7 ] |
| 2017  | VI Prêmio RMC                                             | Track do Ano    | Hear Me Now | رُشِّح     | [ 6 ] [ 7 ] |
| 2017  | MTV Millennial Awards                                     | أفضل دي جي      | ألوك        | رُشِّح     | [ 8 ]       |

## سيرة شخصية
ولد ألوك في غويانيا بالبرازيل، ابن سواراب وإكانتا، وهما أيضًا من رواد بسيترونس في البلاد ومبدعي يونيفرسو باراليلو، مهرجان الموسيقى الإلكترونية في باهيا. ألوك من أصول إيطالية وبرتغالية ولبنانية.
جاء اسمه بعد أن سافر والديه إلى الهند، حيث التقيا بالمعلم الروحي أوشو، الذي أشار إلى أنه يجب تسمية الصبي ألوك ، والتي تعني في اللغة السنسكريتية «النور». 

## حياته المهنية
بدأ حياته المهنية في سن الثانية عشرة مع شقيقه التوأم الشقيق بهاسكار بيتريلو. في سن التاسعة عشرة، عمل بمفرده، وأصبح أحد أبرز الرموز في المشهد الإلكتروني البرازيلي، مع مرتبة الشرف والجوائز، مثل؛ جائزة «أفضل دي جي في البرازيل» من منزل ماك لمرتين متتاليتين (في عامي 2014 و 2015)  والبرازيلي الوحيد في ترتيب أفضل 25 دي جي عالميًا من قبل مجلة DJ في عام 2016.
في سن العاشرة بدأ يتعلم العزف على الموسيقى مع شقيقه التوأم الشقيق بهاسكار. في عام 2004، حضر هو وشقيقه الاستوديو التدريبي لفرقة والدهما سواروب، وهما يعزفان على الطبول. وفقًا لـإكانتا، كانوا مهتمين بكيفية صنع الريمكسات وبمساعدة من دي جي زومبي وبيدرا، أصدقاء العائلة، قاموا بتعليم الإخوة مزج الأغاني، وتعلم كل منهم تخصصًا، واحد على لوحة المفاتيح والآخر على الغيتار. بعد ذلك بوقت قصير، قام ديك تريفور بتثبيت برنامج تحرير الموسيقى Logic Pro على كمبيوتر سواراب، مما جعل الإخوة أقرب إلى إنتاج الموسيقى. 
حضر هو وشقيقه العروض التقديمية التي قدمها آباؤهم في حفلات نفسية نشوة، وسرعان ما أنشأوا مشروع لوجيسا.  
بوتريلو هو أيضًا مؤسس UP Club Records، وهي شركة تسجيل متخصصة في اكتشاف المواهب الفطرية الجديدة في الموسيقى الإلكترونية.
في نوفمبر 2019، أصبح ألوك شخصية في لعبة فري فاير تحت اسمه «ألوك» وأصدر Song Vale Vale مع زافرير.[بحاجة لمصدر]

## روابط خارجية
- ألوك على موقع IMDb (الإنجليزية)
- ألوك على موقع روتن توميتوز (الإنجليزية)
- ألوك على موقع ميوزك برينز (الإنجليزية)
- ألوك على موقع ميوزك برينز (الإنجليزية)
- ألوك على موقع أول ميوزيك (الإنجليزية)
- ألوك على موقع ديسكوغز (الإنجليزية)
- ألوك على موقع ديسكوغز (الإنجليزية)
- ألوك على موقع قاعدة بيانات الفيلم (الإنجليزية)